# Balthazar Preiss
Balthazar Preiss (eller Balthasar Preiß), född 29 december 1765 i Bruchsal i Baden, död 2 juli 1850 i Prag, var en österrikisk botaniker. Auktorsnamnet Preiss kan användas för Balthazar Preiss i samband med ett vetenskapligt namn inom botaniken; se Wikipediaartiklar som länkar till auktorsnamnet.